# Challenge international de Pékin de snooker
Le challenge international de Pékin de snooker (en anglais Beijing International Challenge ou BTV Cup) est un tournoi de snooker professionnel de catégorie non-classée (ne comptant pas pour le classement mondial) qui a été organisé en 2009 et en 2010 à Pékin.

## Historique
La première édition s'est déroulée en juillet 2009 au gymnase de l'université de Pékin, à l'endroit où ont été organisées l'année précédente les épreuves de tennis de table des Jeux olympiques. 
Les huit joueurs présents se sont dans un premier temps affrontés en étant répartis dans deux poules ; le premier de chaque poule affrontant en demi-finale le second de l'autre poule. La victoire est revenue au Chinois Liang Wenbo qui s'est imposé dans la manche décisive 7-6 face à l'Écossais Stephen Maguire. Il remportait à cette occasion le premier tournoi professionnel de sa carrière et une dotation de 50 000 £.
Le tournoi a disparu du calendrier à l'issue de la deuxième édition après le succès d'un autre joueur Chinois, Tian Pengfei, aux dépens du Gallois Ryan Day 9 manches à 3.

## Palmarès
| Année                                         | Vainqueur                                     | Finaliste                                     | Score                                         | Saison                                        |
| Challenge international de Pékin (non classé) | Challenge international de Pékin (non classé) | Challenge international de Pékin (non classé) | Challenge international de Pékin (non classé) | Challenge international de Pékin (non classé) |
| --------------------------------------------- | --------------------------------------------- | --------------------------------------------- | --------------------------------------------- | --------------------------------------------- |
| 2009                                          | Liang Wenbo                                   | Stephen Maguire                               | 7-6                                           | 2009-2010                                     |
| 2010                                          | Tian Pengfei                                  | Ryan Day                                      | 9-3                                           | 2010-2011                                     |